# 813년

## 연호
- 당(唐) 원화(元和) 8년
- 일본(日本) 고닌(弘仁) 4년

## 기년
- 당(唐) 헌종(憲宗) 8년
- 신라(新羅) 헌덕왕(憲德王) 5년
- 발해(渤海) 희왕(僖王) 2년

## 사건
- 6월 22일 - 불가르의 크룸이 동로마 제국군을 격파하다.
- 7월 - 동로마 제국의 황제 미카일 랑가베가 폐위되고 레오가 즉위하다.